# Kazimierz Michałowski
Kazimierz Józef Marian Michałowski (Tarnopol, 1901. december 14. – Varsó, 1981. január 1.) lengyel régész, egyiptológus, művészettörténész, a Lengyel Tudományos Akadémia tagja, a Varsói Egyetem professzora, a mediterrán régészet lengyel iskolájának megalapítója, a núbiológia előfutára.

## Élete
Emil Michałowski tanár, országgyűlési képviselő, tarnopoli polgármester unokája. Szülővárosában járt gimnáziumba, majd Lvivben, a János Kázmér Egyetemen tanult klasszikus régészetet és művészettörténetet, emellett Kazimierz Twardowski professzor filozófiai előadásaira is bejárt. Ezután Berlin, Heidelberg, Párizs, Róma és Athén egyetemein bővítette tudását. Fiatal tudósként részt vett az École Française d`Athènes ásatásain Delphoiban, Thászosz és Délosz szigetén. 1926-ban védte meg doktori disszertációját, melynek témája a niobidák a görög művészetben, melyet a Lvivi Egyetemen írt és Edmund Bulanda volt a konzulense. Egy évvel később a disszertációt franciául is megjelentették. 1931-ben védte meg habilitációs disszertációját a déloszi hellenisztikus és római portrékból, a következő évben ezt is kiadták Párizsban. Ezután a Varsói Egyetemre delegálták, ahol 1931-ben megalapította a klasszika-archeológia tanszéket. 1953-ban ebből lett a mediterrán régészet tanszék, melyet Michałowski 1972-ben történt nyugdíjba vonulásáig vezetett.
1936-ban az ő kezdeményezésére kezdtek a Varsói Egyetem régészei ásatásokba az egyiptomi Edfuban.
A második világháború alatt az Oflag II-C Woldenburg német fogolytáborba került, mivel tartalékos tiszt volt, valamint harcolt a németek ellen a szeptemberi hadjáratban. A táborban szemináriumokat és előadásokat tartott a foglyoknak régészet és egyiptológia témában. 1978-ban megjegyezte, hogy fogolytársai közül, akiknek egyiptológiát tanított, később senki nem foglalkozott a tudományággal.
A világháború után Michałowski aktív szerepet vállalt a lengyel kultúra és tudomány újjáélesztésében. 1939-től a Varsói Nemzeti Múzeum igazgatóhelyettese volt; ő felelt először az Ókori Művészetek Galériája megszervezéséért, mely 1949-ben nyílt meg a közönség előtt, majd a Farasz Galéria megnyitásáért, mely 1972-ben nyílt meg. Számos kiállítást szervezett, melyen bemutatta az általa vezetett ásatások leleteit. 1945 és 1947 között a Varsói Egyetem bölcsészkarának dékánja, majd 1947-48-ban az egyetem rektorhelyettese volt. Vendégprofesszorként tanított Alexandriában (1957–1958) és Aberdeenben (1971). 1956-ban megalapította a Lengyel Tudományos Akadémia régészeti és néprajzi tanszékét, melynek ő lett első vezetője. 1960-ban megnyitotta a Mediterrán Régészet Lengyel Központját Kairóban. Ezt az intézményt, melynek létrehozását élete legnagyobb eredményének tartotta, haláláig vezette.

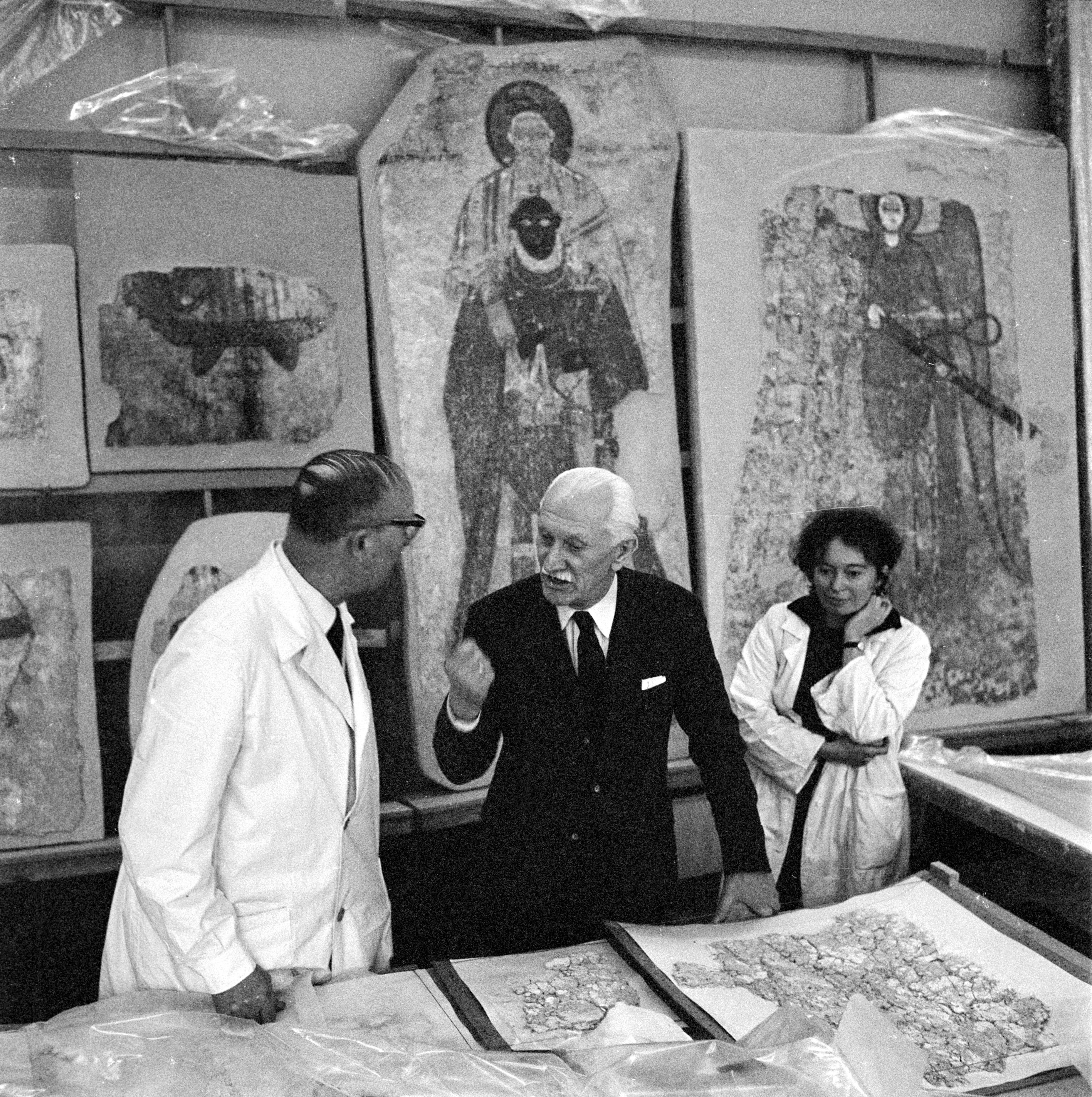
Kazimierz Michałowski professzor a Varsói Nemzeti Múzeumban

Számos lengyel és külföldi akadémia, tudományos szervezet és intézmény tagja volt, ezek: Accademia Nazionale dei Lincei, British Academy, Berlini Német Tudományos Akadémia, Heidelbergi Természet- és Társadalomtudományi Akadémia, Lipcsei Szász Tudományos Akadémia; a Lengyel Tudományos Akadémia ókori kultúrák bizottságának elnöki tanácsa, a Lengyel Tudományos Akadémia keleti tudományokkal foglalkozó bizottsága, Amerikai Régészeti Intézet, Német Régészeti Intézet, Institut d'Égypte, Lengyel Régészeti Egyesület (1953–1957 között elnök, tiszteletbeli tag), Nubiológiai Tudományos Társaság (1972-től elnök), Egyiptológusok Nemzetközi Szervezete (1976-tól a tiszteletbeli bizottság elnökhelyettese), Latin Epigráfiai Nemzetközi Szövetség (elnökhelyettes), Varsói Tudományos Társaság (1949-1952 közt főtitkár), Nemzetközi Klasszika-archeológiai Szövetség, Görög Régészeti Társaság, Művészettörténészek Szövetsége; École Française d'Athènes. Comité International des Experts pour le Sauvetage des Temples d'Abou Simbel UNESCO (elnök, 1961-1970), Comité International pour les Musées d'Archéologie et d'Histoire ICOM (1965-1971), UNESCO pour les Musées et Fouilles Archéologiques d'Algérie (1966), Comité des Experts de l'UNESCO pour Mohendjo-Daro (1969). Díszdoktori címmel tüntette ki a strasbourgi (1965), a cambridge-i (1971) és az uppsalai egyetem (1977).

### Népszerűsítő tevékenysége
Aktívan népszerűsítette a mediterrán régészetet. Lefordította és kiadta W. H. Boulton The Romance of Archaeology című könyvét (1958), és közzétette edfui ásatásainak eredményeit is. A Stolica varsói hetilapnak is írt cikkeket a Nemzeti Múzeumban látható ókori leletekhez kapcsolódó témákról. Számtalan előadást tartott, szemináriumokat rendezett, melyek hozzájárultak a tudományág iránti érdeklődés növekedéséhez. 1957-ben ötezer diák vett részt az ókori Egyiptomról tartott nyilvános előadásán.

### Magánélete
A világháború után feleségül vette Krystyna Baniewiczet, Tadeusz Baniewicznek, Podkowa Leśna város egyik alapítójának a lányát. Krystyna Michałowska részt vett férje tevékenységében – a Podkowa Leśna-i Baniewicz-villa később a Lengyel Tudományos Akadémia Mediterrán Régészeti Kutatóközpontjának székhelye lett. Michałowski professzort egy közeli temetőben temették el, Brwinówban.

## Ásatásai

### Edfu
Michałowski professzor szerint „nemcsak a tudományos világ szemszögéből, de a civilizált társadalom szélesebb nézőpontja szerint is egy adott ország jelenlegi kulturális színvonalát az alapján ítélhetjük meg, van-e saját ásatása Egyiptomban” A professzor kezdeményezésére 1936-ban régészeti munkálatok kezdődtek Edfuban. A feltárások 1939-ig tartottak, a Varsói Egyetem és a Keleti Régészet Francia Intézete régészeinek részvételével. Ezek voltak az első ásatások a Mediterránum területén, melyekben lengyel régészek vettek részt. A fáraók nekropolisza mellett a görög-római, valamint bizánci kori várost is feltárták. Az első ásatási évad (1936) során talált leletek száma és minősége lehetővé tette, hogy kiállítást rendezzenek belőlük a Varsói Nemzeti Múzeum ókori művészeti galériájában. A kiállítás már 1937 júniusában megnyílt.

### Myrmekion
A lengyel régészek Edfuban végzett ásatásai felhívták a tudományos világ figyelmét a lengyel tudósokra, akiknek ezáltal lehetőségük nyílt további külföldi ásatások folytatására is. Michałowski együttműködést kezdeményezett szovjet régészekkel a Krím-félszigeten. 1956 júliusában lengyel régészek kezdtek ásatni a Myrmekion nevű ókori görög kolónia területén. Az ásatás 1958-ig folytatódott. Az oroszokkal nem közösen dolgoztak, ahogy Edfuban a franciákkal: a két csoport két különböző területen dolgozott. A lengyel csoportot Michałowski professzor vezette, a szovjetet a Leningrádi Állami Egyetem professzora, W.F. Gajdukiewicz. Egy teljes hellenisztikus kori szőlőprés mellett lakóépületek maradványai is előkerültek. A szovjet régészeti hivatal beleegyezésével a lengyelek által talált, mozdítható tárgyak Varsóba kerültek.

### Tell Atrib
Michałowski professzor szerette volna, ha az egyiptomi feltárások a II. világháború után is folytatódnak. Folytathatta volna az edfui ásatásokat, de ebben az időben a franciáknak meg volt tiltva, hogy Egyiptomban ássanak, és Michałowski professzor úgy döntött, hogy mivel a francia régészek sem tértek vissza Edfuba lengyel kollégáik nélkül a II. világháború alatt, a lengyelek sem fognak visszamenni a franciák nélkül. Tell Atrib vagy Athribisz, Alsó-Egyiptom tizedik nomoszának székhelye, mai nevén Benha lett az új ásatási székhely. Itt 1957-től 1969-ig dolgoztak, és felfedezték a római kori város ókori vízellátó rendszerét, valamint későkori szakrális épületek maradványait, II. Jahmesz templomának alapjait, egy alapítási lerakatot, mészkő kohókat és római fürdőket.

### Palmüra

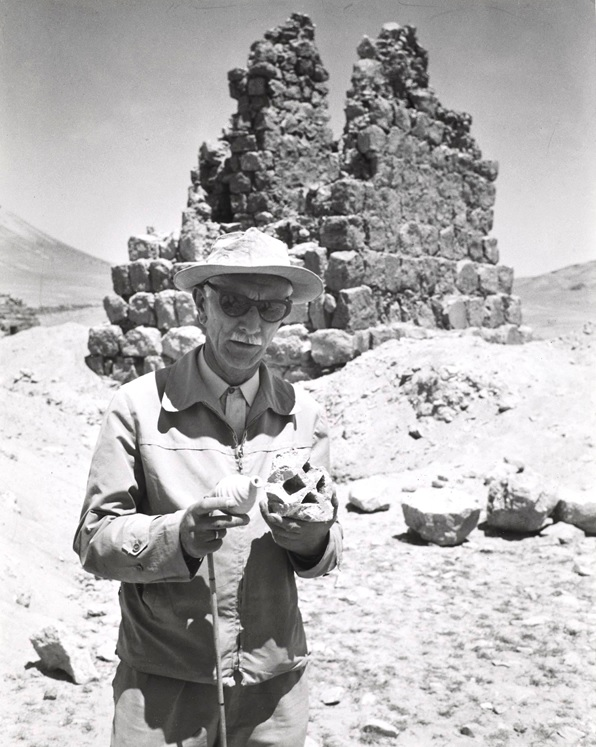
Kazimierz Michałowski palmürai ásatásán 1962-ben

A lengyel régészcsoport 1959. május 4-én kezdte meg az ásatást Palmürában Michałowski professzor vezetésével. A munkálatok 1973-ig folytatódtak. A lengyel régészek két városrészre összpontosítottak, az első az úgynevezett „Diocletianus tábora” volt a város nyugati részén, a praetoriánusok kapuja és a Tetrapülón között, a templom előtti téren és magában a templomban is. A városfalakat is kutatták, és feltárták a praetoriánusok útja egy részét is. A második városrész az ún. sírok völgye, azaz a palmürai nekropolisz, ahol felfedezték Zabda, Alaine és Julius Aurelius Hermes sírját. Az ásatások lehetővé tették a város fejlődésének nyomon követését, valamint a feltárt épületek datálását a bennük talált epigrafikus anyagok segítségével. Szenzációsnak minősült egy ékszerekből és 27 arany solidus érméből álló kincs Phocas, Heraclius és Constans idejéből. Olyan jelentős és értékes leletek kerültek elő, hogy Varsóban 1966-ban elkezdték megjelentetni a Studia Palmyreńskie című, éves folyóiratot, amely napjainkig is megjelenik. A lengyel régészek szakértők lettek az ókori Palmüra feltárása terén.

### Alexandria
Alexandriában 1960 és 1973/74 közt folytak ásatások. A lengyel régészek az első külföldiek közt voltak, akik ásatási engedélyt kaptak Alexandriában folytatott feltárásokra; az olasz, angol és német tudósok vagy az alexandriai Görög-Római Múzeumnak dolgoztak, vagy azt képviselték. A területen nehéz ásatásokat folytatni, mert Muhammad Ali egyiptomi alkirály az 1740-es években elrendelte egy város építését itt, és a múlt emlékei rejtve maradnak a modern épületek alatt. A feltárások Kom el-Dikka területére összpontosítottak, ahol hatalmas római fürdőket tártak fel, számos medencével és ciszternával, valamint egy római villát. A lengyel régészek bukkantak rá az első, Egyiptomban felfedezett színházra is, ami olyan szenzációs leletnek bizonyult, hogy Michałowski professzor további finanszírozásban részesült a városi hatóságoktól, hogy folytathassa a munkát. Az ókori színházat teljes egészében feltárták és restaurálták; napjainkban Alexandria egyik legnagyobb látványossága, és rendszeresen tartanak itt előadásokat. A lengyelek emellett két arab nekropoliszt is feltártak Kom el-Dakkában.

### Dejr el-Bahari
A munkálatok 1961-ben kezdődtek az egyiptomi kulturális miniszter kérésére, aki szerette volna helyreállítani Hatsepszut fáraónő templomát. 1968-ban mérnökök csatlakoztak a régészekhez a helyreállítási munkálatok érdekében. Michałowski professzor már az első ásatási évad során felfedezte III. Thotmesz korábban ismeretlen halotti templomát. Ennek következményeképpen a munkálatok nagy része ide tevődött át. A templom egyedinek számít elhelyezkedése és alaprajza miatt is, ami eltér a többi újbirodalmi szakrális épületétől. Az ásatás 1972-ig folytatódott.

### Farasz

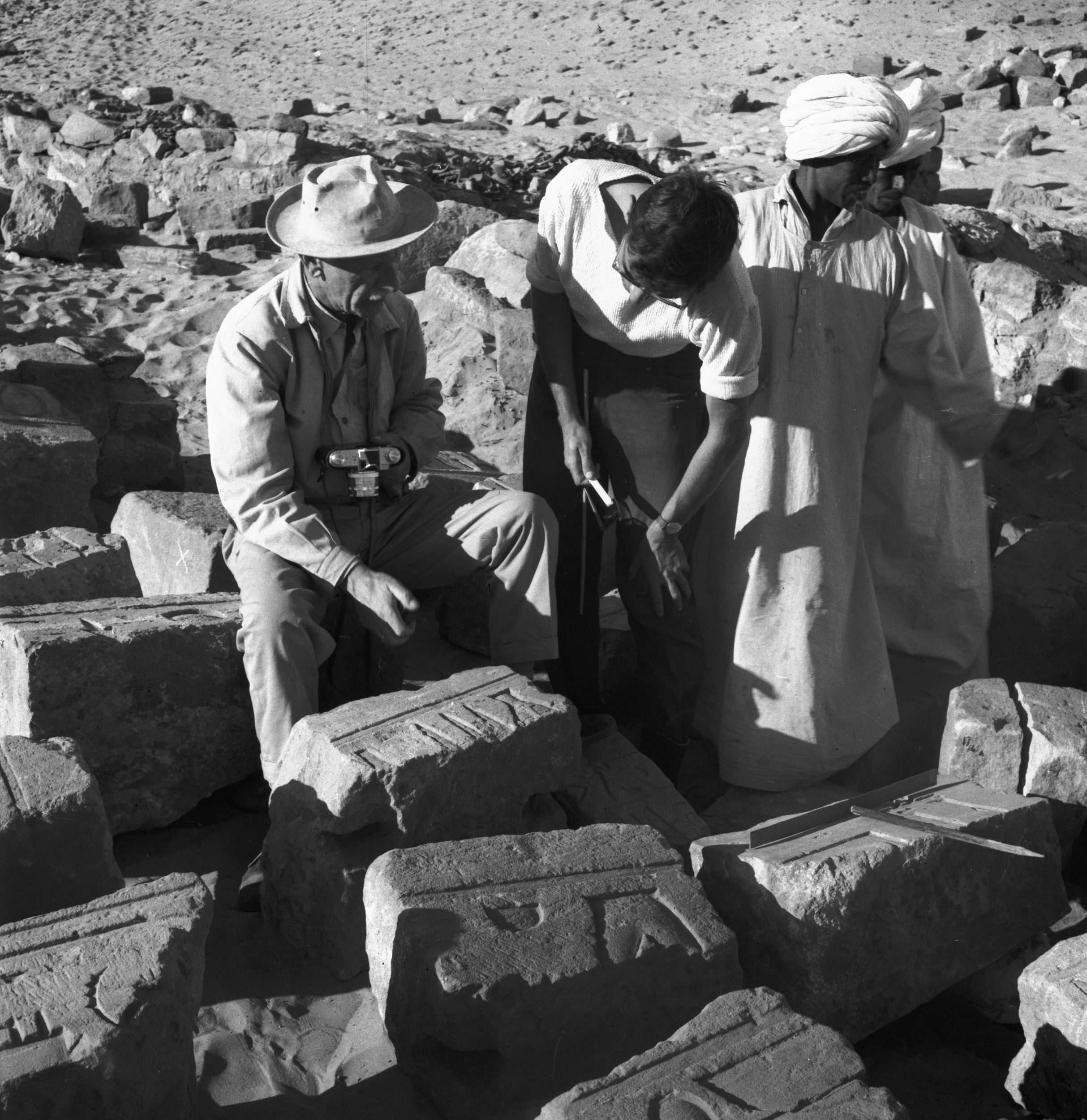
Kazimierz Michałowski a faraszi ásatásokon

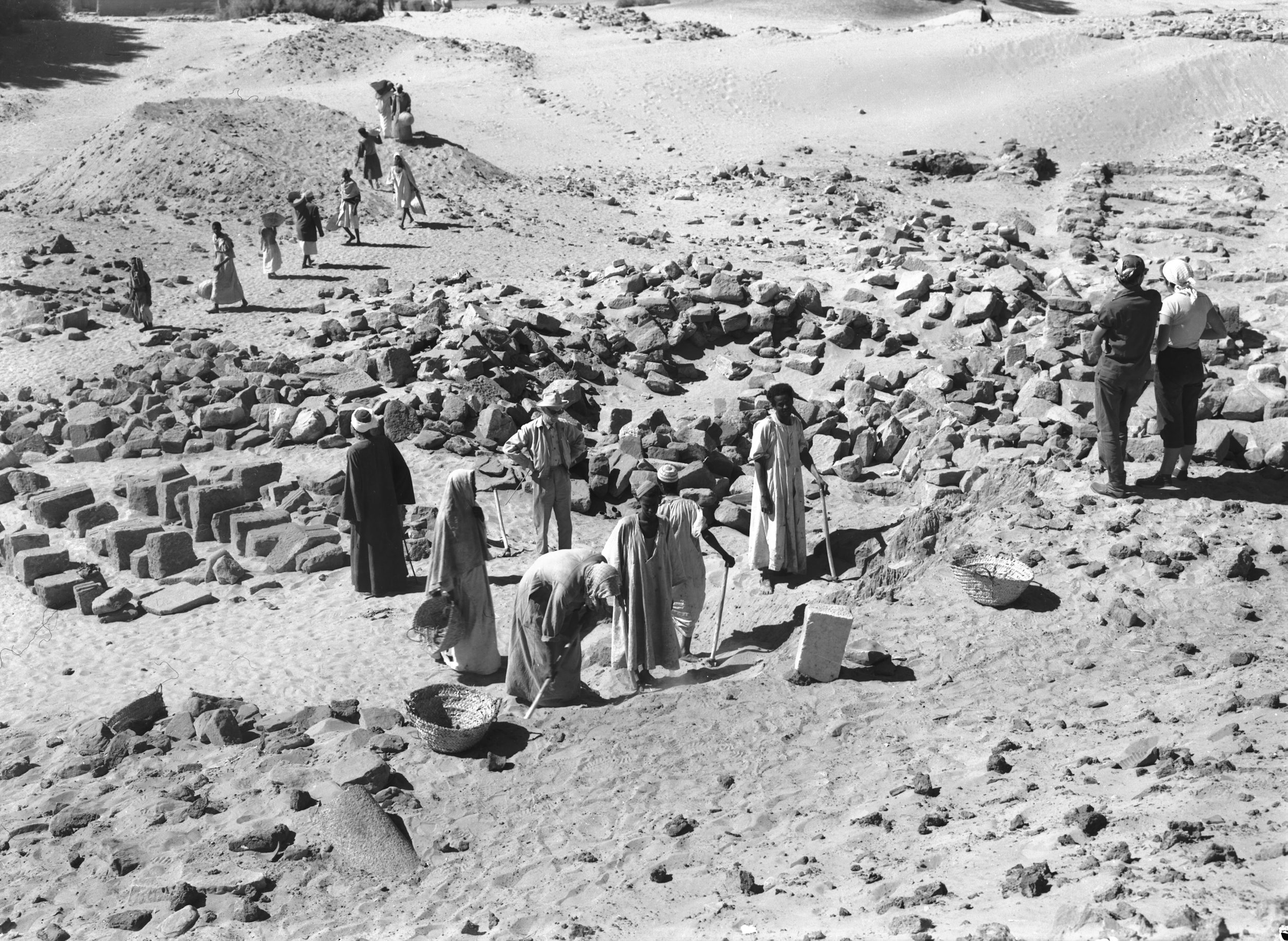
A faraszi ásatások

Farasz, az ókori Pakhórasz az észak-núbiai Nobadia királyság fővárosa volt, ahol 1961 és 1964 közt folytak ásatások Michałowski professzor vezetésével. A feltárás egy nagyobb projekt, a núbiai leletmentő kampány része volt, melyet az UNESCO szervezett az asszuáni gát építésekor víz alá kerülő területek régészeti leleteinek megmentése érdekében. Az ásatás során előkerültek a középkori faraszi katedrális romjai, benne 7–3. századi vallási festményekkel. Az úgynevezett „faraszi freskók” (technikailag nem freskók, hanem száraz vakolatra temperával felvitt képek), összesen több mint 150 kép a núbiai leletmentő kampány legnagyobb és legérdekesebb leletei közé tartoznak. A Varsói Nemzeti Múzeum Farasz Galériájában kiállítás nyílt olyan leletekből, mint a katedrális 67 festménye, valamint a katedrális és más faraszi templomok és más épületek kő díszítéseinek darabjai, a helyi püspökök és káplánok sírfeliratai, valamint helyi kézműves tárgyak, pl. kerámiák. A többi faraszi lelet a kartúmi Szudáni Nemzeti Múzeumba kerültek.

### Dongola
Michałowski professzor 1964-ben kezdett ásatásokat Dongolában. 1965 és 1972 között a munkálatokat Stefan Jakobielski vezette. Az egyesített núbiai királyságok uralkodóinak székhelye a 8. századtól a 13. század elejéig volt Ó-Dongolában. Már az ásatások első heteiben felfedezték egy templom fő hajóját, az eredeti helyen fennmaradt oszlopaival; az épület „az oszlopok templomaként” vált ismertté. A templomban talált sírfeliratok szerint az épület a 8. század második felében épült. Az itt épült templomok oszlopfői stilisztikailag hasonlóak a faraszi katedrálisban találtakhoz. Az oszlopok temploma alatt egy korábbi szakrális épület alapjait is megtalálták. A régészek feltárták ezt a korábbi, kereszt alaprajzú templomot is, egy keresztelőkápolnát, valamint egy mecsetet, amelyről kiderült, hogy egy korábbi királyi palota helyén épült, nem pedig keresztény templomén, ahogy korábban feltételezték. 1966 óta egy lengyel régészcsapat őskori ásatásokat is folytat Gaddar település közelében.

### Abu Szimbel
Michałowski professzor és régészcsapata részt vett az Abu Szimbel-i templomok megmentésében az asszuáni gát építése előtt. A II. Ramszesz által épített templomot nemzetközi összefogás keretén belül mentették meg attól, hogy ellepje őket az újonnan létrejövő Nasszer-tó vize. A templomok megmentésére két terv született, az egyik tervben a feldarabolt templomokat eredeti helyétől távolabbra tervezték szállítani és ott felállítani, a másik szerint eredeti helyükön maradtak volna és egy védőfal védte volna őket. Az UNESCO szakértői csoportot kért fel a döntéshozatalra; a csoportnak három régész, köztük Michałowski professzor is a tagja volt. Ők hozták meg azt a döntést, hogy a templomokat nagy, harminctonnás tömbökre vágva arrébb szállítsák. Michałowski professzor lett annak a héttagú nemzetközi szakértőcsoportnak a vezetője, amely felügyelte II. Ramszesz templomainak áthelyezését. A tíz éven át tartó munkálatok sikerrel jártak.

### Nea Páfosz
A Varsói Egyetem régészcsapata 1965 júniusában kezdett régészeti feltárásokba a ciprusi Nea Páfosznál Michałowski professzor vezetésével. Nea Páfoszt az i. e. 4. század végén alapították az Aphrodité tiszteletére a szigetre érkező görög zarándokok. Páfosz délnyugati részén már az ásatás első napjaiban előkerültek a városban tisztelt Aszklépiosz és Artemisz márvány szobrai. A város alapításának dátumát az itt talált, Nagy Sándor korabeli érmék erősítették meg. A város hellenisztikus kori fejlődését jó állapotban fennmaradt, első pompeji stílusú festmények, valamint egy saját fürdővel rendelkező prokonzuli palota illusztrálta. Utóbbi épületből került elő a labirintusban a Minótaurossszal küzdő Thészeuszt ábrázoló mozaik; a harcot Ariadné és egy Kréta szigetét jelképező nőalak figyeli. Ez a Mediterránum legszebb, ilyen típusú mozaikja. A lengyelek ásatásai bebizonyították, hogy Nea Páfosz a sziget fontos politikai központja volt. A Michałowski professzor által megkezdett ásatásokat a Mediterrán Régészet Lengyel Központja folytatja.

## Kitüntetései és emlékezete
Michałowski professzort 1947-ben parancsnoki kereszttel és a Polonia Restituta renddel tüntették ki, „érdemeiért és a lengyel kulturális mesterművek védelméhez történt hozzájárulásáért”. 1977. július 21-én a Nép Lengyelországa Építőjének Rendje első fokozatával tüntették ki. Megkapta az Állami Díj első és második fokozatát is. Emellett a következő kitüntetések birtokosa: A Munka Érdemrendjének első fokozata; Virtuti Katonai Kereszt 5. fokozata (az 1939-es hadjáratért); az Érdem Aranykeresztje. Emellett kitüntetéseket kapott Egyiptomban, Szíriában, Franciaországban (a Becsületrend tiszti és parancsnoki keresztjét), Olaszországban (az Olasz Korona Rendje parancsnoki keresztjét), Görögországban (a Főnix-rend parancsnoki keresztjét) és Belgiumban (a Lipót-rend nagy tisztikeresztjét).
Nevét viseli a Varsói Egyetem Mediterrán Régészeti Központja, valamint a Varsói Nemzeti Múzeum Farasz Galériája. 2001-ben a lengyel posta 200 000 példányban bocsátott ki egy képeslapot Michałowski professzor születésének 100. évfordulója tiszteletére. A képeslapon a faraszi katedrális hajója és a professzor portréja szerepelt. Michałowski professzor mellszobra látható a kairói Egyiptomi Múzeum kertjében. Számos vele kapcsolatos tárgyat a Varsói Egyetem Múzeuma őriz. Nevét utca viseli Częstochowa, Malbork és Słupsk településeken.
2015-ben a Podkowa Leśna-i középiskolát Michałowski professzorról nevezték el.

## Válogatott publikációi

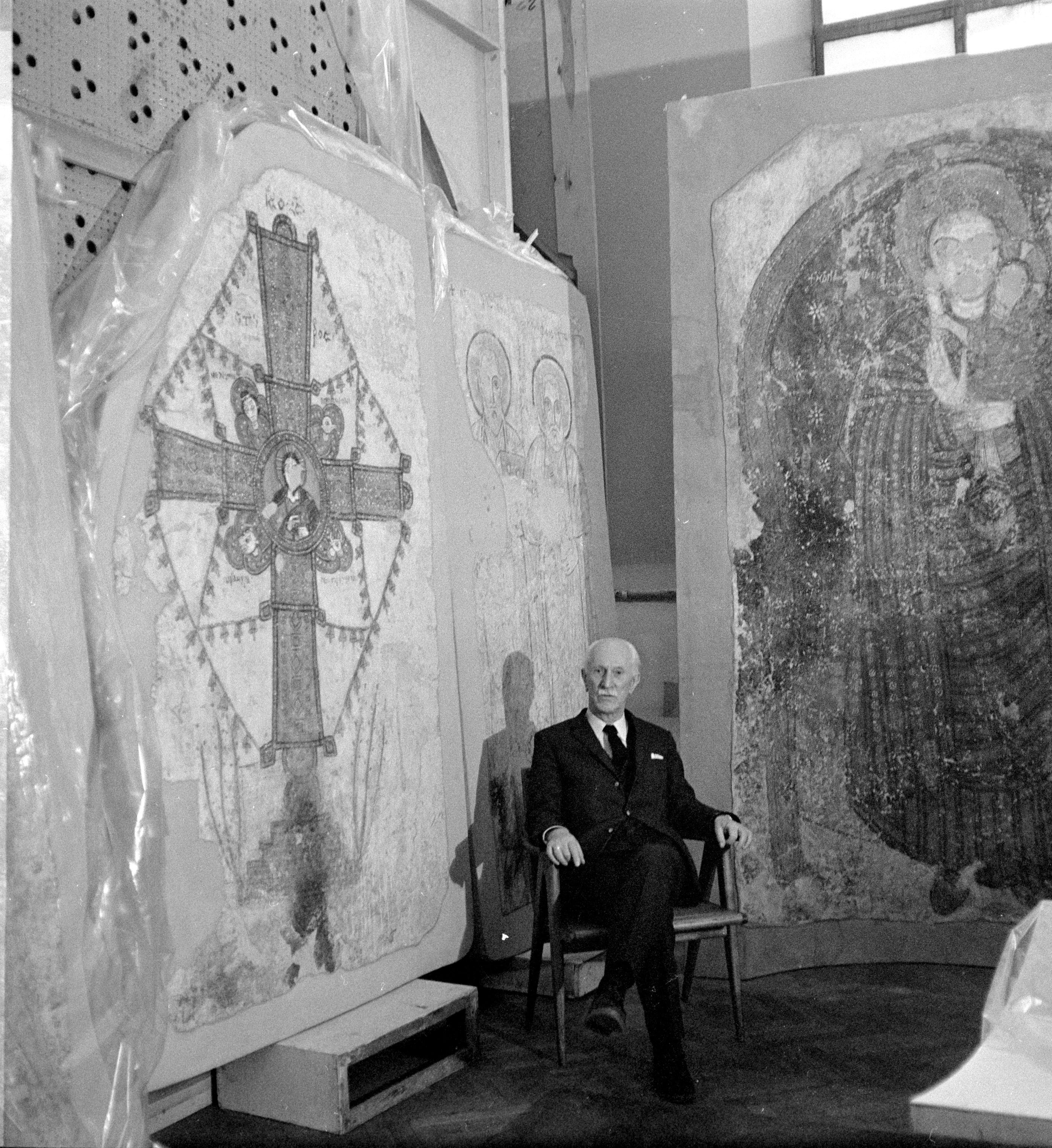
Kazimierz Michałowski a faraszi falfestmények előtt (1960-as évek)

### Könyvek
- Fouilles franco-polonaises. Tell Edfou (1938)
- Sztuka starożytna (1955)
- Kanon w architekturze egipskiej (1955)
- Fouilles polonaises, kilka tomów (od 1960)
- Nie tylko piramidy. Sztuka dawnego Egiptu (1966)
- Faras. Centre artistique de la Nubie chrétienne (1966)
- Art of Ancient Egypt (1969)
- Arte y civilizacion de Egipto (1969)
- Karnak (1969)
- Luksor (1971)
- Aleksandria (1972)
- Piramidy i mastaby (1972)
- Teby (1974) (wspólne z A.Dziewanowskim)
- Od Edfu do Faras. Polskie odkrycia archeologii śródziemnomorskiej (1974)
- Egypte (1978)
- Wybór prac Opera Minora (1990)

### Cikkek
- Les Niobides dans l'art plastique grec de la seconde moitié du Vème siècle, Eos, XXX 1927, s.175—193.
- Ein Niobekopf aus den Sammlungen des Fürsten Radziwiłł in Nieborów, AA 1927, s.58-70.
- Zum Sarkophag aus S. Constanza, RM, XLIII, 1928, s.132-146.
- Virgile et les beaux arts, Eos, XXXIII 1930, s.43-58.
- Un portrait égyptien d'Auguste au Musée du Caire, Bull. de l'Inst.Français au Caire 1935, s. 73-88.
- La fin de l'art grec, BCH, 1946, s. 385-392.
- Les expositions itinérantes dans les musées de Pologne, Museum, III z. 4, 1950, s. 275-282.
- Rapport sur la prospection du terrain dans la région de la mosquée de Nabi Daniel en 1958, Bull. de la Fac. de Droit-Université d'Alexandrie, XIII 1958, s. 37-43.
- Kalos Limen, EAA IV, Roma 1961, s. 304-305.
- Les fouilles archéologiques et l'art antique au Musée National de Varsovie, Bull. Mus. Nat. de Varsovie, III 1962, s. 62-63.
- Peintures chrétiennes du VIIe s. à Faras, tamże, s. 3-8.
- Palmira, EAA V, Roma 1963, s. 900-908.
- La Nubie chrétienne, Africana Bulletin 3, 1965, s. 9-26.
- Archéologie méditerranéenne en Pologne après la seconde guerre mondiale, Études et Travaux, I 1966, s. 5-22.
- Algérie — la modernisation des musées en Algérie, Le Courrier de l'UNESCO, Mai 1966, s. 1-45, annexe, s. 34-45.
- Les deux Asclepios de Nea Paphos, RA, 1968 z. 2, s. 355-358.
- Polish Excavations in Old Dongola 1964, Kush, XIV 1969, s. 289-299.
- Open Problems of Nubian Art and Culture in the Light of the Discoveries at Faras, w: Kunst und Geschichte Nubiens in christlicher Zeit, Recklinghausen 1970, s. 11-20.
- Classification générale des peintures murales de Faras, w: Mélanges Devambez (RA 1972 z.2) s. 375-380.
- Tell Atrib, EAA VIII Supplemento, Roma 1973, s. 799-800.
- Ancient Egyptian Yisual Arts, Encyclopædia Britannica, XV 1974, s. 248-258.
- Nouvelles recherches sur la topographie de Palmyre, w: Mélanges d'histoire ancienne et d'archéologie offerts à Paul Collart, (Cahiers d'Archéologie Romande 5), 1975, s. 305-306.
- Les fouilles archéologiques polonaises en Afrique, Africana Bulletin 25, 1976 (1978), s. 13-26.
- Études sur les tendances actuelles dans la pratique de fouilles archéologiques. Suggestions et idées générales pour l'établissement des „musées-sites", Rocznik MNW, XXIV 1980, s. 345-355.

## Magyarul
- Palmyra; szöveg Kazimierz Michalowski, fotó Andrzej Dziewanowski, közrem. T. Birniewski, M. Niepokólczycki, H. Romanowski, németből ford. Szabó Miklós; Corvina, Bp., 1969
- Karnak; szöveg Kazimierz Michalowski, fotó Andrzej Dziewanowski, németből ford. Havas Lujza; Corvina, Bp., 1970
- Piramisok és masztabák; szöveg Kazimierz Michałowski, fotó Andrzej Dziewanowski, ford. Pályi András; Corvina, Bp., 1973
- Luxor; szöveg Kazimierz Michalowski, fotó Andrzej Dziewanowski, ford. Pályi András; Corvina, Bp., 1973
- Théba; szöveg Kazimierz Michalowski, fotó Andrzej Dziewanowski, németből ford. Havas Lujza; Corvina, Bp., 1975
- Delphoi; németből ford. Técsy Judit; Corvina–Arkady, Bp.–Warszawa, 1978 (Az ókor művészete és kultúrája)
- Akropolisz; fotó Andrzej Dziewanowski, ford. Dobos Lídia; Corvina–Arkady, Bp.–Varsó, 1983 (Az ókor művészete és kultúrája)

## Fordítás
- Ez a szócikk részben vagy egészben  a   Kazimierz Michałowski című angol Wikipédia-szócikk ezen változatának fordításán alapul.  Az eredeti cikk szerkesztőit annak laptörténete sorolja fel. Ez a jelzés csupán a megfogalmazás eredetét és a szerzői jogokat jelzi, nem szolgál a cikkben szereplő információk forrásmegjelöléseként.

## Külső hivatkozások
- Professor Kazimierz Michałowski and the Polish School of Mediterranean Archaeology
- Wspomnienia okres lwowski (1919–1926)
- Kazimierz Michałowski publikációi a Propylaeum-DOK-on